# Amstel Academie
De Amstel Academie is een academie die zich specialiseert in opleidingen in de medische sector. De Amstel Academie is gelegen op de campus van de Vrije Universiteit in Amsterdam. De Amstel Academie vormt samen met VUmc School of Medical Sciences en de VUmc Academie het Instituut voor Onderwijs en Opleiden (IOO). De Amstel Academie heeft ongeveer 140 medewerkers.

## Ontstaansgeschiedenis
De Amstel Academie is in 1961 opgericht als zogenaamde verpleegstersschool, later ook wel de School voor Verpleegkundigen genoemd. Het doel bij de oprichting was destijds dat het toenmalig Ziekenhuis der Vrije Universiteit haar eigen verpleegkundigen zou opleiden, die een diploma zouden ontvangen met een landelijke erkenning en registratie. Destijds was een dergelijke leer-werk opleiding nog een zeldzaamheid en al snel groeide de academie naar zo'n vierhonderd verpleegkundigen in opleiding.
In 1992 veranderde de School voor Verpleegkundigen van naam in Opleidingcentrum VU ziekenhuis en vanaf 2002 werd de naam Opleidingscentrum VUmc. In 2004 kreeg het instituut zijn uiteindelijke naam: Amstel Academie. In 2005 verhuisde de Amstel Academie van Uilenstede naar het OZW-gebouw aan de De Boelelaan.

## Inservice opleidingen
De opleidingen hebben alle het karakter van een inservice-opleiding. Dit principe houdt in dat studenten in dienst komen en werken bij de ziekenhuizen en dat de Amstel Academie het theoretische deel van de opleiding verzorgt en de studie coördineert. De periodes dat de studenten in de ziekenhuizen werken dienen eveneens als opleidings- en leerperiode. De Amstel Academie leidt op voor bijna alle zorginstellingen in de regio, haar grootste opdrachtgever is Amsterdam UMC.
Enkele voorbeelden van opleidingen aan de Amstel Academie zijn: operatieassistent en anesthesiemedewerker, kinder- en intensivecareverpleegkundige.

## OZW-gebouw

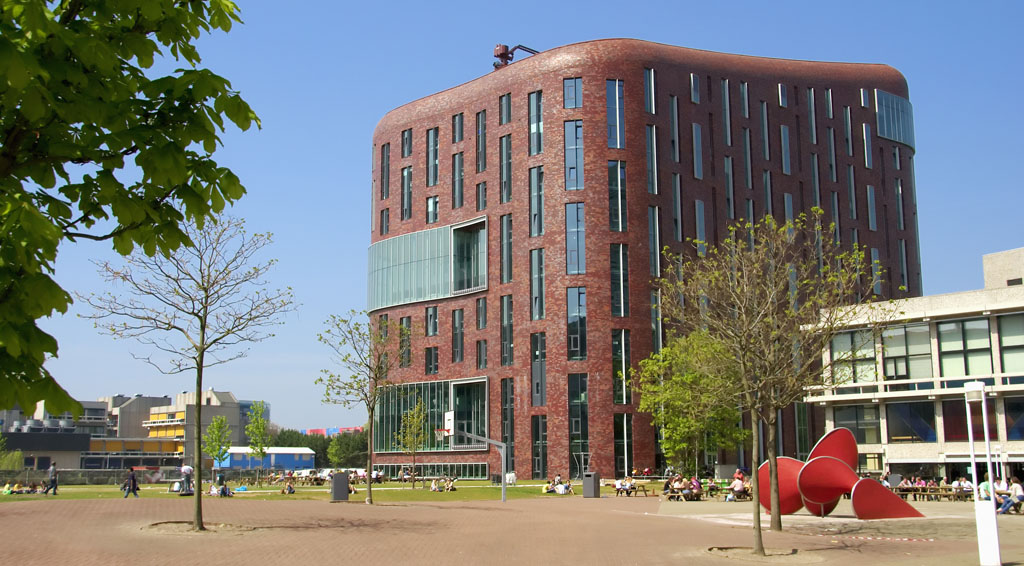
Het OZW-gebouw, ook wel de 'Rode Pieper'

De Amstel Academie was tot september 2018 gevestigd in het OZW-gebouw. Het gebouw wordt door zijn organisch amorfe vorm, ook wel de Rode Pieper genoemd. Het 52 meter hoge gebouw is ontworpen door Jeanne Dekkers. Het door zijn vorm en rode kleur zeer opvallende gebouw werd geopend op 9 mei 2006 namens prinses Margriet door de commissaris van de koningin in Noord-Holland. Het gebouw is gelegen op de VU-campus aan de Boelelaan in de buurt van Station Amsterdam Zuid en de Amsterdamse Zuidas. Vanaf het najaar van 2018 is de Amstel Academie verhuisd naar de het gebouw van de medische faculteit, ook op de VU campus.